# 與喜天満神社
與喜天満神社（よきてんまんじんじゃ）は、奈良県桜井市初瀬にある神社。旧社格は郷社。

## 祭神
主祭神
- 菅原道真（すがわら の みちざね）

配祀神
- 天照大神（あまてらすおおかみ）
- 大倉姫神（おおくらひめのかみ）

## 歴史
神社の所在地にある初瀬は、道真の先祖にあたる野見宿禰の出身地とされており、次いで土師氏となり、菅原氏にとってゆかりある土地であったとされている。『長谷寺験記』によると、創建は946年（天慶9年）とされており、後に初瀬の産土神としても信仰されるようになった。

## 摂末社
- 瀧蔵権現社 （祭神：速玉命、伊弉諾尊、伊弉冉尊）
- 白太夫社（祭神：度会春彦）
- 櫻葉社 （祭神：伊予親王）
- 八王子社 （祭神：天照大神、素戔鳴尊）

## 文化財

### 重要文化財
- 木造天神坐像

衣冠束帯姿に「怒り天神」とも呼ばれる引き締めたような表情をした寄木造の坐像であり、像内に「正元元年」(1259年)の銘があることから、現存する国内最古の天神像の彫刻とされている。像の頭部内に十一面観音鏡像（鏡面に十一面観音像を刻んだ銅鏡）を納めており、天神の本地が十一面観音であることを示している。かつては本殿にて人目に触れぬよう祀られていたが、現在は奈良国立博物館に寄託されている。

### その他

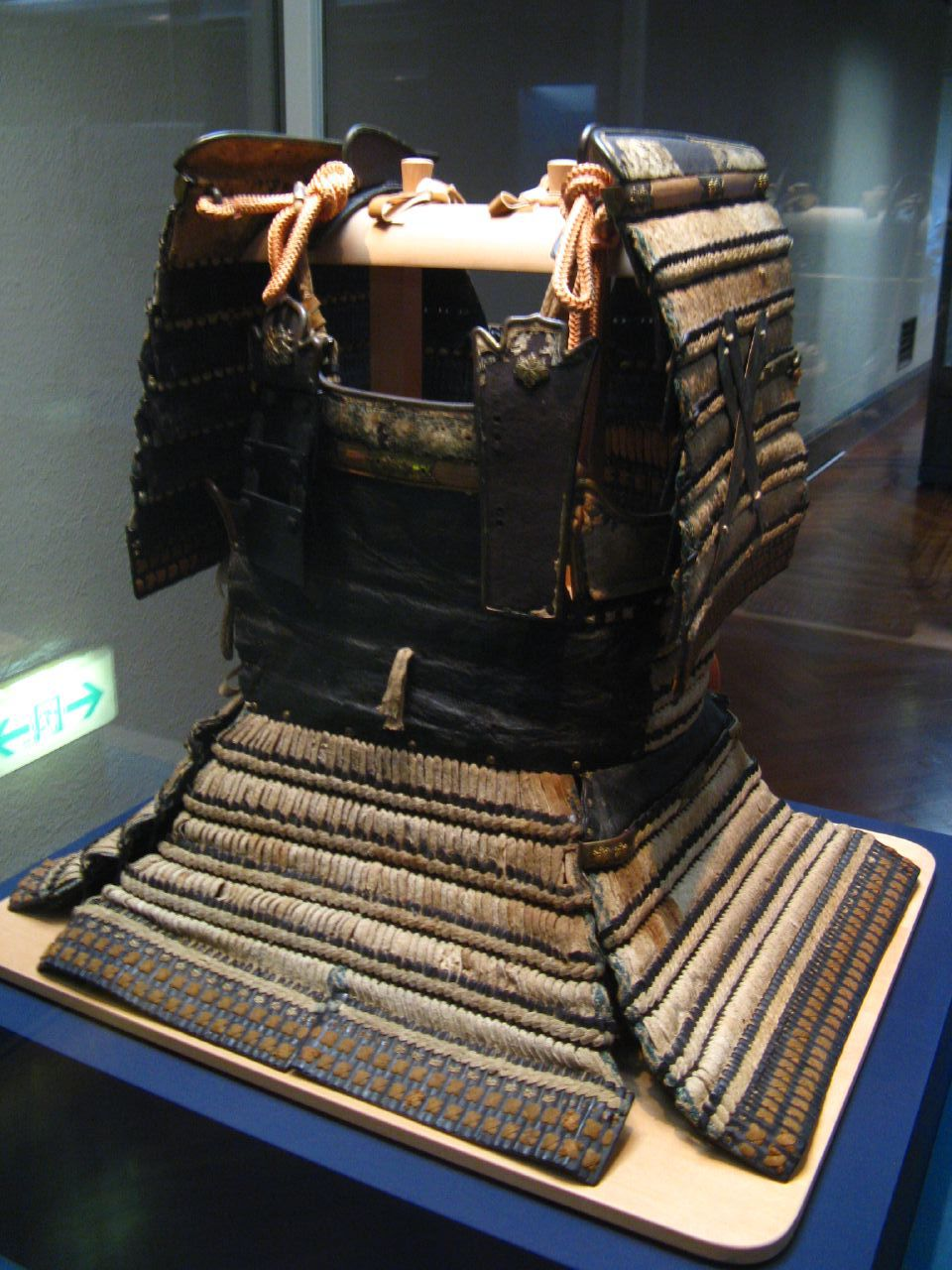
（参考画像）白糸威鎧（長谷寺所蔵、東京国立博物館にて展示）。当初は與喜天満神社に伝来した。

長谷寺が所蔵する重要文化財の甲冑5点（白糸威鎧（大袖付）・赤糸威鎧（大袖付）・鷹羽威鎧（大袖付）・三目札鎧・藍韋威肩赤大袖）は、かつては同寺の鎮守社であった與喜天満神社に伝来しており、1560年（永禄3年）に北畠教謙が廊坊宗賢へ、松永久秀との合戦における戦功を賞して自分の鎧を与えたものを1592年（天正20年）に同社へ奉納したとされる。

## 現地情報
交通アクセス
- 最寄駅：近鉄大阪線長谷寺駅下車後、徒歩約25分